# کوئسترید
کوئِسترِید (به انگلیسی: Questrade) یک کارگزاری برخط و مدیریت ثروت است در کشور کانادا. این شرکت، بزرگترین کارگزار بازار سهام در کانادا است.

## محصولات و خدمات
کوئسترید توسط ادوارد خولودنکو با سه شریک دیگر، ایجاد و در سال ۱۹۹۹ راه اندازی شد. تا امروز، این شرکت سریعترین رشد در میان کارگزاری‌های برخط در کشور کانادا را داشته و ۹ میلیارد دلار را تحت مدیریت خود دارد. این شرکت خدمات خود را به مشاوره رباتیک در زمینه خرید و فروش سهام& اوراق بهادار یا صندوق‌های قابل معامله که آن را کوئستولث (Questwealth) نیز می‌خواند، گسترش داده‌است. در دسامبر ۲۰۱۹، کوئسترید درخواست مجوز بانکی کرد که نشان دهنده قصد خود برای ارائه خدمات بانکی است.